# Ceahlău
Ceahlău (Csalhó en hongrois) est une commune roumaine du județ de Neamț, dans la région historique de Moldavie et dans la région de développement du Nord-Est.

## Géographie
La commune de Ceahlău est située dans l'ouest du județ, au nord des monts Ceahlău, sur la rive occidentale du lac de retenue Izvorul Muntelui, à 100 km à l'ouest de Piatra Neamț, le chef-lieu du județ et à 60 km au sud-ouest de Târgu Neamț.
La municipalité est composée des trois villages suivants (population en 1992) :
- Bistricioara (794) ;
- Ceahlău (1 545), siège de la municipalité ;
- Pârâul Mare.

## Politique
| Période                                  | Période  | Identité           | Étiquette | Qualité |
| ---------------------------------------- | -------- | ------------------ | --------- | ------- |
| Les données manquantes sont à compléter. |          |                    |           |         |
|                                          | 2012     | Constantin Șchiopu | PSD       |         |
| 2012                                     | En cours | Dumitru Coroamă    | PNL       |         |

| Parti | Parti                        | Sièges |
| ----- | ---------------------------- | ------ |
|       | Parti social-démocrate (PSD) | 2      |
|       | Parti national libéral (PNL) | 9      |

## Religions
En 2002, la composition religieuse de la commune était la suivante :
- Chrétiens orthodoxes, 99,64 %.

## Démographie
En 2002, la commune compte 2 502 Roumains (99,84 %). On comptait à cette date 1 650 ménages et 1 410 logements.
| 2002  | 2007  |
| ----- | ----- |
| 2 506 | 2 488 |

## Économie
L'économie de la commune repose sur l'agriculture, l'élevage, l'exploitation des forêts et le tourisme (Lac et randonnées dans les montagnes environnantes).

## Communications

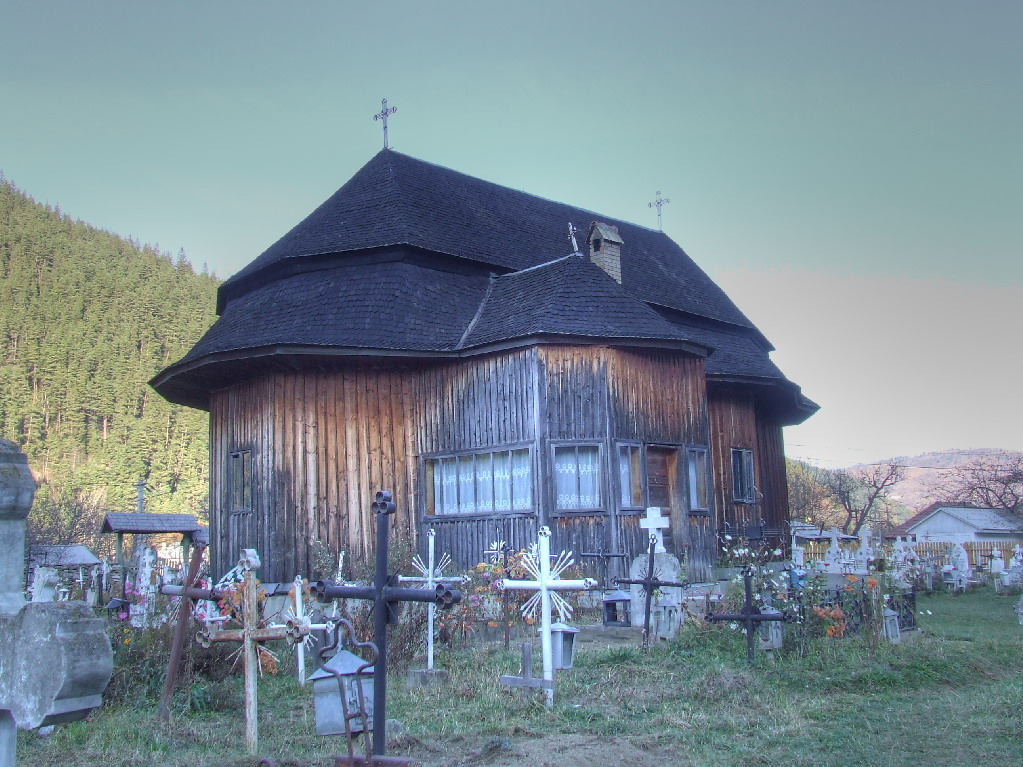
L'église de Bistricioara

### Routes
On atteint Ceahlău depuis la route nationale DN15 et Poiana Teiului. L'ancienne route nationale DN15, qui traversait le massif montagneux est coupée depuis 2006 à la suite de glissements de terrain.